# Герань волосистоцветковая
Гера́нь волосистоцветко́вая (Geránium eriánthum.) — вид многолетних травянистых растений из рода герань.

## Синонимы
По данным The Plant List:
- Geranium elatum (Maxim.) R.Knuth
- Geranium erianthum f. albiflora Kom.
- Geranium erianthum f. alpestris Kom.
- Geranium erianthum var. angustifolium Miyabe & Tatew.
- Geranium erianthum f. communis Kom.
- Geranium erianthum var. elatum Maxim.
- Geranium erianthum f. leucanthum H.Takeda
- Geranium pratense var. erianthum (DC.) B.Boivin

## Распространение
Умеренная зона Северной Пацифики.
Растёт в лесах, разнотравных лугах, опушках кустарниковых зарослей, луговинных тундрах, шикшевниках, преимущественно в лесном поясе и в субальпике, до 1140 м над уровнем моря.

## Ботаническое описание
Представляет собой травянистый многолетник со шнуровидными, равномерно утолщёнными корнями.
Прикорневые и нижние стеблевые листья на черешках 10—15 см длиной, с округлой 5—7-раздельной листовой пластинкой.
Цветки синие или фиолетовые, 1,5—2 см в диаметре, в зонтиковидном соцветии на верхушке стебля.
Цветёт на юге Дальнего Востока в мае—июне.

## Значение и применение
Летний медонос и пыльценос. Пчёлами посещается неохотно. Нектаропродуктивность 100 цветков 23,4 мг сахара.